# 7187 Ісобе
7187 Ісобе (7187 Isobe) — астероїд головного поясу, відкритий 30 січня 1992 року.
Тіссеранів параметр щодо Юпітера — 3,814.